# Vodonikov anjon
Vodonikov anjon je generički naziv za negativni vodonični jon, H−. On je konstituent atmosfere zvezda, kao što je Sunce, gde je on dominantan apsorbant fotona sa energijama u opsegu 0.75-4.0 , koje se kreću od infracrvenog do vidljivog spektra. On je isto tako prisutan u jonosferi Zemlje. 
Njegovo postojanje je prvi dokazao Hans Bet 1929. − je neobičan jer nema pobuđeno vezujuće stanje, što je dokazano 1977. On je bio eksperimentalno izučavan primenom akceleratora čestica.
Hemijska jedinjenja koja formalno sadrže vodonikov anjon se nazivaju hidridima.